# Skeet (rivière)
La rivière Skeet  (en anglais : Skeet River) est un cours d’eau de la région de Tasman dans l’Île du Sud de la Nouvelle-Zélande .

## Géographie
Elle s’écoule vers le nord-est à partir de la chaîne de ‘Arthur Range’ dans les Alpes du Sud, atteignant la rivière Baton  à 15 kilomètres au nord-ouest de la ville de Tapawera.
(en) Land Information New Zealand, « détail emplacement: Skeet (rivière) », sur New Zealand Gazetteer